# Бомбовий приціл

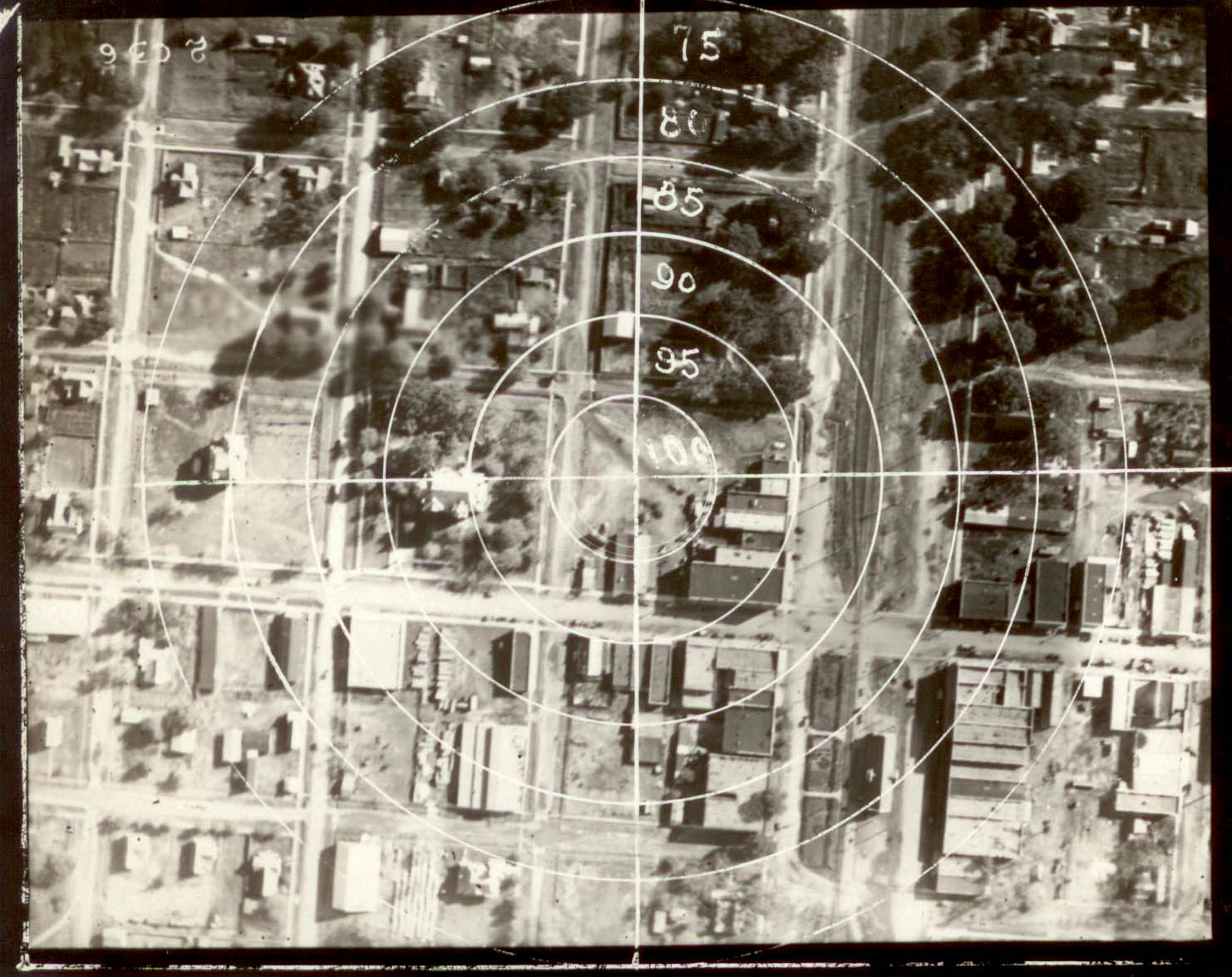
Ранній бомбовий приціл, 1910.

Бомбовий приціл пристрій який використовують на військових літаках для точного скидання бомб. Бомбові приціли є основною ознакою бойових літаків починаючи з Першої світової війни, вперше розроблені спеціально для бомбардувальників та, при подальшому розвитку авіації, на винищувачах-бомбардувальниках та сучасних тактичних літаках, які взяли на себе основний тягар бомбардувань.
Бомбовий приціл повинен обрахувати траєкторію падіння бомби після скидання з літака. На падаючу бомбу діє дві основні сили — гравітація та опір повітря, які роблять траєкторію бомби у повітрі приблизно параболічною. Також необхідно враховувати додаткові фактори, такі як щільність повітря та вітер, але це відноситься лише до бомб які знаходяться у повітрі значну частину хвилини. Ці ефекти можна зменшити при бомбардуванні з малих висот або при збільшенні швидкості бомби. Таке вдалося досягти у пікіруючих бомбардувальниках. Проте, бомбардування з малих висот також збільшує небезпеку ураження літака вогнем з землі, тому перевага надавалася точному бомбардуванню з великих висот. Це призвело до серії конструкцій складних бомбових прицілів призначених для бомбардувань з великих висот.
З часів першого використання під час Першої світової війни, приціли пройшли через кілька основних змін. Перші системи мали відкриті приціли які були заздалегідь встановлені на прогнозований кут падіння. Перші приціли представляли собою кілька цвяхів забитих у необхідний лонжерон, лінії намальовані на літаку або візуальні центрування деяких частин конструкції. Пізніше вони були замінені ранніми кустарними розробками систем, зазвичай це були відкриті приціли де можна виставляти швидкість і висоту літака. Ці ранні системи були замінені на векторні приціли, які дозволяли вимірювати і коригувати вітер. Векторні приціли були ефективними на висотах до 3000 м і на швидкостях до 300 км/год. Починаючи з 1930-х для «вирішення» рівнянь руху почали використовувати механічні лічильні пристрої які працювали разом з тахометричними прицілами, найвідомішим бува приціль Нордена. Пізніше під час Другої світової війни, тахометричні приціли часто поєднували з радарними системами для точного бомбардування через хмари або вночі. Завдяки повоєнним дослідження було з'ясовано, що точність бомбардування за допомогою оптичних і радарних прицілів майже однакова, тому оптичні приціли почали знімати і заміняти на спеціальні радарні приціли. Нарешті, починаючи з 1960-х, було представлено комп'ютеризовані приціли, які об'єднали бомбові приціли з навігацією на далекі відстані та картографією.
Сучасні літаки не мають прицілів, замість цього вони мають висококомп'ютеризовані системи які поєднують бомбардування, наведення, ракетний вогонь і навігацію у одному прозорому дисплеї. Ці системи можуть обраховувати траєкторію бомби у реальному часі при маневруванні літака, а також мають здатність враховувати погоду, відносну висоту, відносну швидкість цілі яка рухається, а також кут підняття або пікірування. Це дає можливість виконувати різні види бомбардувань, таких як раніше, так і сучасних тактичних бомбардувань.

## Концепція прицілу

### Сили які впливають на бомбу
Супротив на бомбу щільності повітря та кута атаки пропорційне відносній швидкості повітря у квадраті. Якщо ми позначимо вертикальну складову швидкості як {\displaystyle v_{v}}, а горизонтальну - як {\displaystyle v_{h}} тоді швидкість буде становити {\displaystyle {\sqrt {v_{v}^{2}+v_{h}^{2}}}} а вертикальна та горизонтальна складові впливу:
{\displaystyle {\begin{aligned}d_{v}&=CA\rho {\frac {v_{v}}{\sqrt {v_{v}^{2}+v_{h}^{2}}}}(v_{v}^{2}+v_{h}^{2})\\&=CA\rho v_{v}{\sqrt {v_{v}^{2}+v_{h}^{2}}}\end{aligned}}}
{\displaystyle {\begin{aligned}d_{h}&=CA\rho {\frac {v_{h}}{\sqrt {v_{v}^{2}+v_{h}^{2}}}}(v_{v}^{2}+v_{h}^{2})\\&=CA\rho v_{h}{\sqrt {v_{v}^{2}+v_{h}^{2}}}\end{aligned}}}
де C коефіцієнт впливу, A це площа поперечного перерізу, а ρ це щільність повітря. Таким чином, ми бачимо, що горизонтальна швидкість збільшує вертикальний супротив, а вертикальна швидкість збільшує горизонтальний супротив. Ми ігноруємо ці ефекти в наступному.
Для початку розглянемо тільки вертикальний рух бомби. У цьому напрямку, на бомбу діють дві основні сили, гравітація та опір, перша є постійною, а друга варіюється з квадратом швидкості. Для літака, який летить прямо і рівно, початкова вертикальна швидкість бомби буде дорівнювати нулю, це значить, що вона також буде мати нульовий вертикальне опір. Гравітація буде прискорювати бомбу при падінні, а при збільшенні швидкості буде збільшуватися опір. В якийсь момент (по мірі збільшення швидкості і щільності повітря) сила опору стане рівною силі тяжіння, а бомба досягне граничної швидкості. Оскільки повітряний опір змінюється з щільністю повітря, а, отже, з висотою, кінцева швидкість буде зменшуватися по мірі падіння бомби. Як правило, бомба сповільнюється, коли вона досягає більш низьких висот, де повітря щільніше, але взаємозв'язок складний.

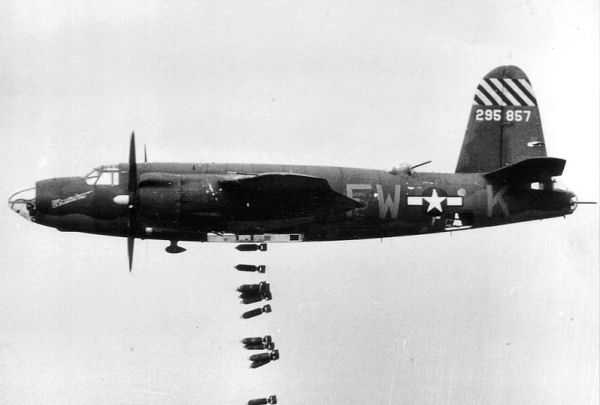
Скидання бомб з бомбардувальника B-26 при горизонтальному польоту. Двигуни тягнуть літак вперед з постійною швидкістю, поки бомби сповільнюються. Якщо дивитися з бомбардувальника, бомби тягнуться хвостом за літаком.

Тепер розглянемо горизонтальне рух. Коли бомба покидає літак вона рухається вперед зі швидкістю літака. Цьому руху протидіє опір повітря, який уповільнює  рух вперед. Коли рух вперед сповільнюється, сила опору падає, і це уповільнення зменшується. Швидкість руху вперед ніколи не падає до нуля. Якщо б опір не впливав би на бомбу, її шлях був би чисто балістичним і це вплинуло б на точку легкого обрахування, вакуумну відстань. На практиці, опір значить, що точка падіння менше відстані вакууму і це реальна відстань між точками скидання і падіння яку просто називають відстань. Різниця між вакуумною відстанню та реальною відстанню має назву слід, тому що бомба залишає слід за літаком при падінні. Слід та відстань є різним для кожної бомби через власну аеродинаміку, а тому вони зазвичай визначаються на бомбовому полігоні.
Основною проблемою повного поділу руху на вертикальні і горизонтальні компоненти є гранична швидкість. Бомби розроблені таким чином, щоб падати носом вперед у відносний вітер, зазвичай мають стабілізатори у хвості. Опір залежить від куту атаки бомби у будь-який момент. Якщо скинути бомбу на малій висоті та швидкості, вона не досягне граничної швидкості, а швидкість буде визначатися в основному тим, як довго буде падати бомба.
Нарешті, розглянемо вплив вітру. Вітер створює додатковий опір бомбі і тому необхідно враховувати його швидкість. Це, як правило, лише частка швидкості бомбардувальника або граничної швидкості, тому при скидання бомби з великої висоти ця невелика частка впливає на бомбу протягом тривалого часу. Різниця між точкою падіння та точкою де бомба повинна впасти, якщо немає вітру, відома як дрейф або перехресний слід.

### Проблема прицілювання
У балістичних термінах, зазвичай розрахунок наведення боєприпасів мають назву рішення. Проблема прицілювання це розрахунок місця у просторі де бомби повинні скидатися так, щоб влучити у ціль, при урахуванні усіх ефектів які вже були перераховані.
За відсутності вітру проблема бомбардування досить проста. Точка удару складається з трьох факторів, висоти літака, його швидкості та граничної швидкості бомби. У багатьох перших прицілах, перші два показники вводили окремо на передній і задній панелях прицілу, з однієї висоту, а з іншої швидкість. Граничну швидкість, яка збільшується час падіння, можна пояснити ростом ефективної висоти на величину яка базується на основі вимірів балістики бомби.
Коли враховується вітрова залежність, розрахунки стають складнішими. Через те, що вітер дме у різні боки, бомбовий приціл перераховує вітрову залежність конвертуючи її у частини, які діють вздовж траєкторії польоту і через неї. На практиці, зазвичай було простіше, щоб літак летів таким чином, щоб обнулити будь-який бічний рух перед скиданням і тим самим усуваючи цей фактор. Це, як правило, виконується за допомогою звичайних методів польоту, відомих під назвою «рискання» або «бічне ковзання».
Бомбові приціл це пристрої які спрямовані у особливому напрямі або наведені. Хоча наведене вище рішення повертає точку в просторі, за допомогою простої тригонометрії можна перетворити цю точку у кут відносно землі. Після цього бомбовий приціл встановлює потрібний кут. Бомби скидаються після того як ціль проходить мітки. Відстань між літаком і ціллю є напрямом, тому цей кут називають кут напряму, або кутом падіння, кутом наведення, кутом бомбардування та схожими термінами. На практиці деякі або всі ці обчислення виконуються з використанням кутів, а не точок в просторі, пропускаючи остаточне перетворення.

### Точність
Точність скидання залежить як від природних проблем таких як різні атмосферні ефекти або неякісні бомби, як і більш практичні проблеми такі як площина та рівень польоту літака або точність його систем наведення. Ці неточності згодом складаються, тому збільшення висоти польоту бомби, тим самим збільшуючи час падіння, що значно впливає на кінцеву точність сбросу.
Корисно розглянути приклад того, як скидаються бомби на звичайному завданні. У цьому випадку ми розглянемо бомбу AN-M65 500 фунтів, яку використовували у ВПС США та Великої Британії під час Другої світової війни, з аналогами у арсеналах більшості країн. Балістичні дані бомби можна знайти у «Terminal Ballistic Data, Volume 1: Bombing». Проти піхоти на відкритій місцевості, убивчій радіус 500 фунтової бомби становить 107 м, але набагато менший при падінні серед будівель, приблизно 27 м.
M65 буде скинута з літака Boeing B-17 який летить зі швидкістю 322 км/год на висоті 6096 м при швидкості вітру 42 км/год. За таких умов, M65 повинна пролетіти приблизно 1981 м вперед перед ударом, зі слідом приблизно у 305 м від вакуумної відстані, а швидкість удару буде складати 351 м/с при куті зустрічі у 77 градусів від горизонталі. Швидкість вітру 42 км/год за цей час повинна перемістити бомбу на 91 м. Час падіння буде складати приблизно 37 секунд.
Якщо врахувати, що помилка у кожному основному вимірюванні буде складати 5 %, то можна оцінити ці ефекти на точність на основі методології та таблиць у посібнику. 5 % помилка на висоті у 6000 метрів буде складати 300 метрів, тому літак може бути на будь-якій висоті від 5700 до 6400 метрів. Відповідно до цієї таблиці, це призведе до помилки у діапазону від 3 до 4,5 метрів. Помилка у 5 % у повітряній швидкості, 16 км/год, призведе до помилки від 4,5 до 6 метрів. З точки зору часу падіння помилки приблизно у одну десяту секунди можна вважати найкращими. У цьому випадку помилка — це просто швидкість польоту літака за цей час або приблизно 9 метрів. Усі вони знаходяться в убивчому радіусі бомби.
Вітер впливає на бомбу двома шляхами, натискаючи прямо на бомбу поки вона падає, як зміна швидкості літака перед скиданням. У разі прямого впливу на бомбу, виміряна 5 % помилка, 2 км/год, буде викликати 5 % помилку у зносі, що становитиме 5,3 м. Проте, помилка у 2 км/год  буде також додана до швидкості літака. За час падіння 37 секунд це призведе до помилки у 20 метрів, яка є на зовнішній межі продуктивності бомби.
Вимірювання швидкості вітру є більш серйозною проблемою. Перші навігаційні системи зазвичай вимірювали цей показник за допомогою процедури обчислення, яка порівнювала виміряний рух над землею з вирахуваним рухом за допомогою інструментів літака. Документ Федерального управління цивільної авіації США FAR Частина 63 пропонує точність за цими розрахунками від 5 до 10 %, за документами ВПС США AFM 51-40 це складає 10 %, а за ВМС США H.O. 216 у 20 миль або більше. Ускладнення цієї неточності полягає в тому, що воно створюється з використанням покажчика швидкості повітряного приладу, а швидкість повітряного потоку в цьому прикладі приблизно в 10 разів перевищує швидкість вітру, його 5 % помилка може призвести до великих неточностей в розрахунках швидкості вітру. Усунення цієї помилки можливе шляхом прямого вимірюванням швидкості руху (замість її розрахунку) було великим кроком вперед у тахометричних бомбових прицілах 1930-х і 1940-х років.
Нарешті, розглянемо ті ж самі 5 % помилки у самому обладнанні, тобто 5 % помилка при встановленні кута відстані або схожу 5 % помилку при вирівнюванні літака або прицілу. Для спрощення, припустимо, що 5 % кут у 5 градусів. За допомогою простої тригонометрії, при куті у 5 градусів на висоті 6000 метрів відхилення приблизно буде складати 533 метри, помилка через яку бомби впадуть далеко від потрібної точки за радіусом убивчої дії. У тестах точність від 3 до 4 градусів вважалася стандартної, а кути до 15 градусів були не рідкістю. З огляду на серйозність проблеми, системи автоматичного вирівнювання бомб були важливою областю вивчення до Другої світової війни, особливо в США.

## Перші системи

Приціл Mk. I Drift Sight встановлений на борту Airco DH.4. Важіль прямо перед кінчиками пальців бомбардира встановлює висоту, колеса біля його суглобів встановлюють вітер та повітряну швидкість.

Всі розрахунки, необхідні для прогнозування траєкторії бомби, можуть виконуватися вручну за допомогою розрахункових таблиць балістики бомб. Але зробити розрахунки не так просто. Використовуючи візуальне спостереження, відстань на якій ціль побачили вперше, залишається фіксованою. При зростанні швидкості літака, на розрахунки залишається менше часу після першого виявлення цілі і коригування курсу літака для виведення його на бойовий курс на ціль. На ранніх етапах розробки бомбових прицілів, проблема була вирішена за рахунок обходу, що зменшувало потребу у розрахунку граничних ефектів. Наприклад, при скиданні бомб з над малих висот, ефекти опору та вітру настільки невеликі, що їх можна ігнорувати. У такому випадку враховують лише швидкість літака та висота.
Один з перших задокументованих прикладів створення подібних прицілів відноситься до 1911 який був розроблений лейтенантом Рілі Е. Скоттом з Корпусу армійської берегової артилерії США. Це був простий пристрій з зазначенням швидкості літака і висоти з ручним введенням даних, прилад при цьому лежав на крилі. Після значних випробувань він зміг створити таблицю налаштувань для використання з цими приладами. При тестуваннях у Колледж-парку, Меріленд, Скотт поклав дві 18 фунтові бомби в радіусі 3 метри у мішень 1,2 на 1,5 метри з висоти 120 метрів. У січні 1912 Скотт отримав $5000 зайнявши перше місце у бомбовому змагання Мішлен на аеродромі Віллакубле у Франції, набравши 12 очок при скиданні 15 бомб на мішень розміром 38 на 115 метрів, які скидалися з висоти 800.
Незважаючи на появу перших екземплярів, таких як приціл Скотта, на початку Першої світової війни майже завжди бомбардування відбувалося на око. Скидалися маленькі бомби руками коли дозволяли умови. Зі зростанням ролі літаків у війні росла потреба у більш точному бомбардуванні. Спочатку це було наведення за допомогою частин літака, таких як стійки або циліндри двигуни, або нанесення ліній на борти літака після тестових скидань бомб на полігоні. Це підходило для бомбардувань з малих висот та по стаціонарним цілям, але в міру розширення характеру повітряної війни потреби швидко переростали ці рішення.
При висотних бомбардуваннях вже не можливо було ігнорувати ефекти вітру та траєкторію бомб. Одним з важливих спрощень було ігнорування граничної швидкості бомби і обчислення її середньої швидкості як квадратний корінь від висоти, виміряної в футах. Наприклад, бомба скинута з висоти 3000 метрів буде падати з середньою швидкістю у 440 км/год, що дозволяє легко вирахувати час падіння. Тепер залишалося обрахувати швидкість вітру, або у більш загальному сенсі швидкість руху. Зазвичай це виконувалося шляхом польоту літака у загальному напрямку вітру, а потім спостереження за рухом об'єктів на землі і коригування траєкторії польоту збоку до тих пір, поки не зникне будь-який боковий дрейф через вітер. Потім швидкість над землею вимірювалася шляхом вибору руху об'єктів між двома заданими кутами, які видно через приціл.
Одним з найбільш затребуваних прикладів таких прицілів які використовувалися у бою був німецький приціл Герца розроблений для важких бомбардувальників Гота. Герц використав телескопічний приціл з обертовою призмою внизу, що дозволяло обертати приціл вперед і назад. Після обнулення бічного руху приціл встановлювався на заданий кут, а потім об'єкт замірявся з секундоміром, поки він не знаходився прямо під літаком. Це показувало швидкість руху, яка була помножена на час який потрібен для удару об землю, а потім покажчик був встановлений на кут який було визначено у таблиці. Потім навідник слідкував за ціллю поки вона не перетинала покажчик і скидав бомби. Схожі приціли виробляли у Франції та Англії, відомими були приціл Мішлен та приціл Центральної льотної школи номер сім. Хоча вони були корисними, ці приціли потребували час на встановлення при синхронізації руху.
Велике базове оновлення провів Гаррі Вімперіс, як пізніше взяв участь у розробці радара у Англії. У 1916 він представив Drift Sight (букв. Дрейфовий приціл), де було додано просту систему для прямого вимірювання швидкості вітру. Штурман спочатку виставляв висоту та швидкість польоту літака. Для цього він обертав металеву пластину на правій стороні прицілу таким чином, щоб він вказував на фюзеляж. Для виходу на бойовий курс, бомбардувальник повинен був летіти під правильним катом до курсу скидання бомб, а штурман слідкував через стрижень за об'єктами які рухалися на землі. Потім він регулював швидкість вітру поки рух не був спрямований прямо вздовж стрижня. Така дія вимірювала швидкість вітру, а потім він переводив приціли у на правильний кут, що скасовувало потребу у окремих обрахунках. Пізніша було додано модифікацію для обрахування різниці між реальною та приладовою швидкостями, яка зростала з висотою. Ця версія мала назву Drift Sight Mk. 1A, вона була представлена на важкому бомбардувальнику Handley Page O/400. Варіанти конструкцій були загальними, наприклад, американський приціл Estoppey.
Всі ці приціли мали загальну проблему яка полягала у тому, що не було можливості визначати вітер у будь-якому напрямі окрім того в якому рухався літак. Це робило їх практично марними проти рухливих цілей, таких як субмарини та кораблі. Окрім тих випадків колі ціль рухалася у напрямку руху вітру, їх рух уводив бомбардувальник від лінії вітру при наближенні. Крім того, зростання ефективності зенітної артилерії, створювало проблему бомбардування оскільки при наближенні літаків гармати спрямовувалися у напрямку вітру оскільки знали напрям звідки бомбардувальники будуть атакувати цілі. Була потреба у створенні рішення для бомбардування з при перехресному вітрі.

## Векторні приціли

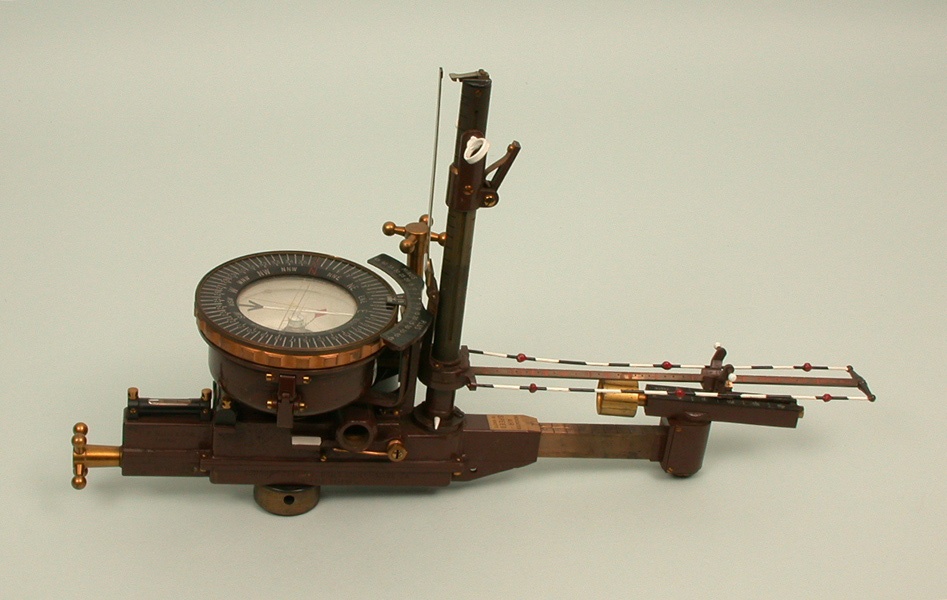
Перший серійний векторний приціл CSBS Mk. IA. Праворуч видно дроти кутів знесення, ліворуч пристрій обрахування опору повітря, а в центрі шкала висотоміру (вертикальна). Фактичними прицілами є білі кільця поряд з верхньою частиною повзунка висоти та білими крапками посередині дротів кутів знесення. Дроти кутів знесення зазвичай тугі, цим прикладам майже сто років.

Обрахування впливу довільного вітру на траєкторію літака вже було добре зрозумілою проблемою аеронавігації, для якої потрібна векторна математика. Вімперіс був добре знайомий з цими прийомами і продовжив писати семантичний вступний текст по темі. Ті ж розрахунки будуть працювати так само добре для траєкторій бомб, з деякими незначними коригуваннями, щоб враховувати зміни швидкостей, після падіння бомб. Навіть після появи прицілу Drift Sight, Вімперіс почав працювати над новим прицілом. який допоміг би вирішити ці розрахунки і дозволив би розглядати вплив вітру незалежно від напрямку вітру або скидання бомби.
В результаті з'явився Course Setting Bomb Sight (CSBS — букв. бомбовий приціл установки курсу), який отримав назву «найбільш важливий бомбовий приціл війни». Показники висоти, швидкості літака, а також швидкості і напрямку вітру оберталися та ковзали у чисельних механічних пристроях які допомагали вирішити векторні проблеми. Після налаштування, штурман слідкував за об'єктами на землі і порівнював їхню траєкторію з тонкими дротами з обох боків прицілу. При будь-якому боковому русі, пілот переводив літак на потрібний курс виправляючи знос. Як правило потрібно було кілька спроб для виведення літака на правильний курс прямо на точку сбросу, з нульовою боковою швидкістю. Штурман (або пілот на деяких літаках) слідкував за скиданням через відкритий приціл.
Приціл CSBS було прийнято на службу у 1917 і він швидко замінив перші приціли на літаках які мали достатньо простору — CSBS були великими. По мірі розвитку війни створювалися версії прицілів для різних швидкостей, висот та типів бомб. Після закінчення війни приціли CSBS залишалися основними прицілами Королівських ВПС, тисячі було продано повітряним силам інших країн, а також було створено чисельні версії для виробництва навколо по всьому світу. Також було створено кілька експериментальних пристроїв які були різновидом прицілу CSBS, найбільш відомий американський приціл Estoppey D-1, розроблений невдовзі після війни, а також схожі версії  інших країн. Ці «векторні приціли» всі були побудовані на системі обрахувань векторів і дротах кутів знесення, відрізняючись один від одного за формою та оптикою.
Зі збільшенням розмірів бомбардувальників і появою літаків з кількома бойовими станціями, зникла можливість користуватися одними інструментами пілоту і бомбардиру, а ручні сигнали більше не були видні оскільки бомбардир  знаходився під пілотом в носі. Пропонували різні рішення, пропонувалося використання подвійних оптичних або схожих систем, але жодна з них не набула популярності. Це призвело до появи індикатора напрямку пілота, покажчика з електричним приводом який штурман використовував для відображення коригувань з віддаленого місця у літаку.
Векторні приціли залишалися стандартними у багатьох військово-повітряних силах під час Другої світової війни і залишався основним прицілом у Королівських ВПС до 1942. Це відбувалося не зважаючи на те, що з'явилися нові прицільні системи з кращими показними ніж CSBS та навіть нові версії прицілу CSBS які не використовувалися по різним причинам. Останні версії CSBS, отримали назву Mark X, мали налаштування для різних бомб, методів атаки рухливих цілей, системи для простішого вимірювання вітру та багато інших варіантів.

## Тахометричні приціли

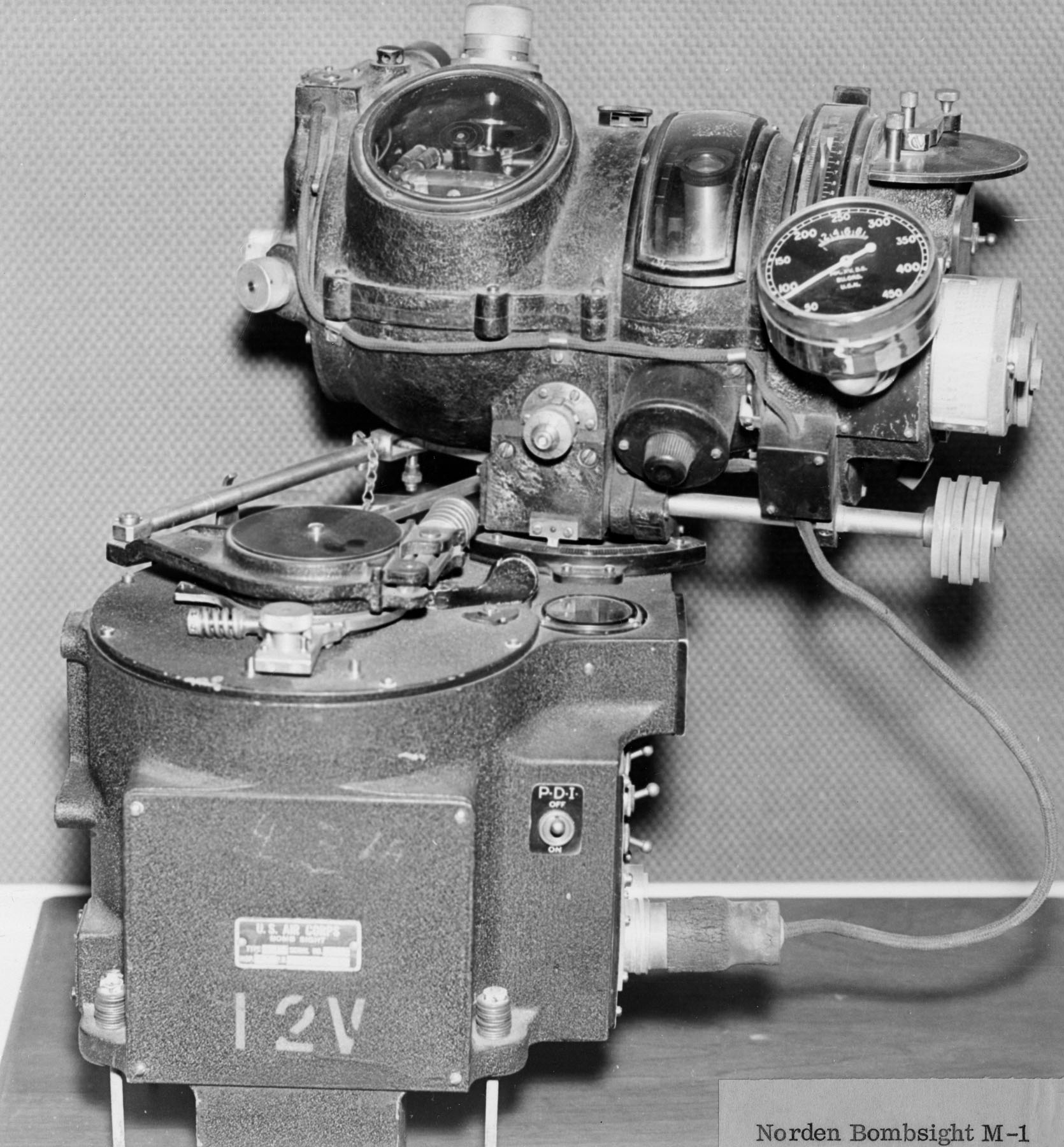
Приціл Norden M-1 є канонічним тахометричним прицілом. Власне сам приціл знаходиться у верхній частині, він встановлений на системі автопілоту. Приціл трохи повернуто вправо; у бою автопілот поверне літак для зменшення цього кута до нуля.

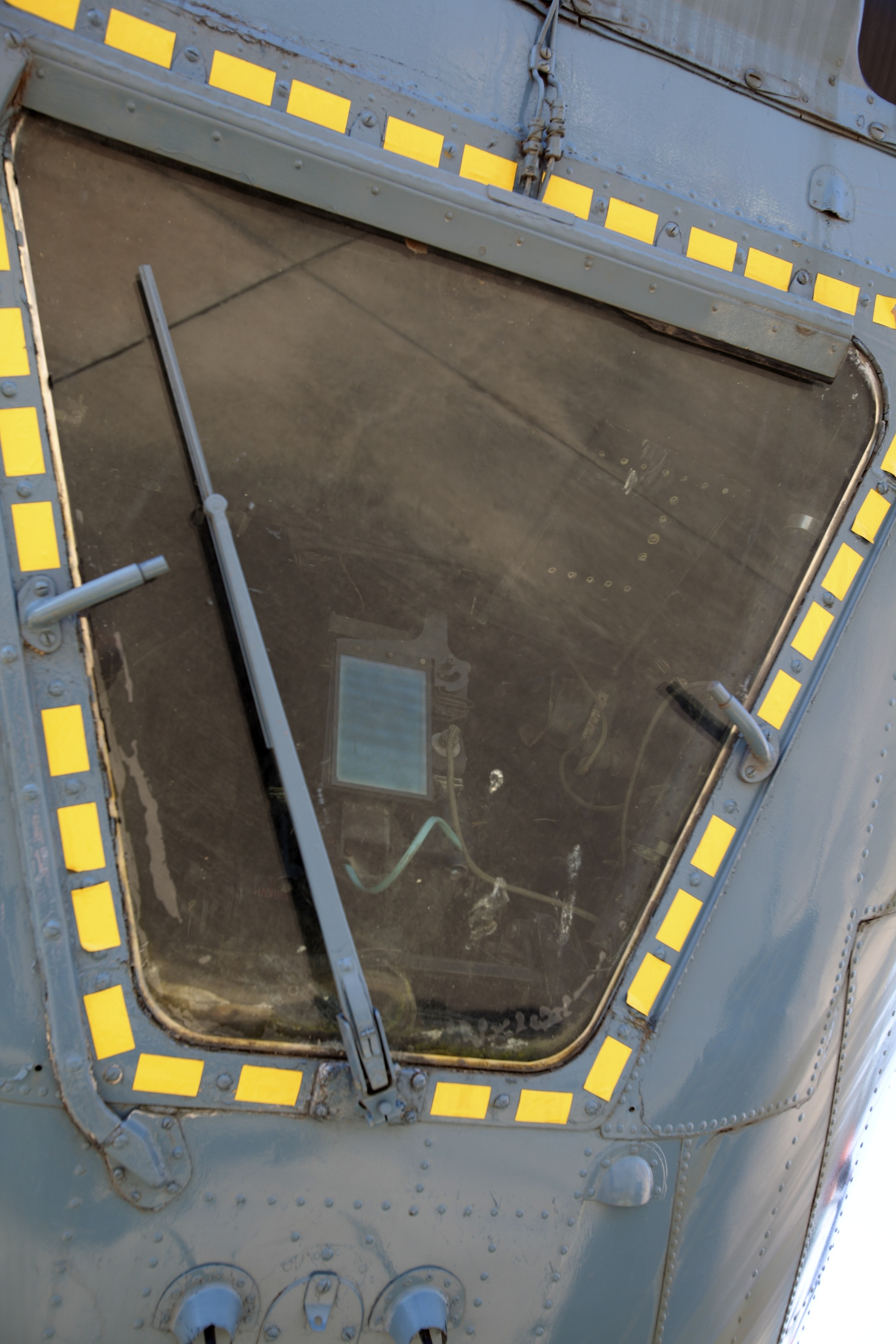
Вікно бомбардир та бомбовий приціл в носу літака Avro Shackleton.

Однією з основних проблем використання векторних прицілів була потреба у довгому прямому польоті до точки скидання бомб. Це було потрібно щоб пілот мав достатньо часу для точного обрахування ефекту вітру, щоб отримати вірний кут польоту з деяким рівнем точності. Якщо щось зміниться під час бойового курсу, особливо коли літак маневрує під час протизенітних маневрів, усе необхідно встановлювати знову. Крім того, поява бомбардувальників-монопланів ускладнила настроювання кутів, тому що вони не могли легко ковзати на віражах як перші біплани. На них впливав ефект який має назву «голландський крен» який ускладнює захід на віраж і викликає коливання після вирівнювання. Це ще більше скоротило час за який бомбардир може відрегулювати курс.
Одне з рішень, цієї пізнішої проблеми, вже використовувалося деякий час, це були карданні системи які тримали приціл спрямованим прямо вниз під час маневрування або під час поривів вітру. Експерименти на початку 1920-х років продемонстрували, що така конструкція майже вдвічі  покращити точність. У США провели активні випробування у цій галузі, монтуючи приціли, в тому числі Estoppey, на зважених карданах, а також Sperry Gyroscope експериментували з американськими версіями прицілів CSBS встановленому на тому, що зараз називають інерційна платформа. Ці розробки призвели до появи перших корисних автопілотів, що допомагало вводити потрібний маршрут і літак міг летіти до потрібної точки без коригувань. Протягом 1920-30-х було створено багато бомбових систем які використовували одну або кілька таких систем.
У той самий період, паралельно з цими розробками було створено перший робочий механічний комп'ютер. Ними можна було замінити складні таблиці акуратними пристроями з кулачковими механізмами та ручним обрахуванням за допомогою серії шестерень та ковзних коліс. Спочатку обмежуючись досить простими обчисленнями, які складалися з додавань і відніманнь, до 1930-х років вони просунулися до такого ступеня, що могли використовуватися для вирішення диференціальних рівнянь. При використанні у прицілі, такі рахункові прилади дозволяли бомбардиру вводити базові параметри літак — швидкість, висота, курс і відомі атмосферні умови — а бомбовий приціл автоматично обраховує вірну точку наведення за кілька секунд. Деякі дані, такі як швидкість польоту та висота, можна напряму взяти з інструментів літака, щоб уникнути помилок введення оператором.
Хоча розробки були добре відомі, лише корпус армійської авіації США та ВМС США приклали спільні зусилля для розробки. Протягом 1920-х, ВМС фінансували розробку прицілу Норден, у той час як армія фінансувала розробку Sperry O-1. Обидві системи були схожими; бомбовий приціл складався з маленької оптичної труби яка була встановлена на стабілізованій платформі для стабільного спостереження. Для обрахування точки наведення використовувався окремий механічний комп'ютер. Точка наведення передавалася на приціл, який автоматично обертав оптичну трубу на правильний кут для врахування кута знесення та руху літака, щоб тримати ціль у полі зору. Коли бомбардир дивився через оптичну трубу і бачив залишкове знесення та передавав цю інформацію пілоту або пізніше, безпосередньо у автопілот. Просте переміщення оптичної труби, щоб тримати ціль у полі зору, супроводжувалося побічним ефектом тонкої настройки обчислень опору вітру, і тим самим значно збільшуючи точність. З багатьох причин, армія відмовилася від зацікавленості у прицілах Sperry, а особливості прицілів Sperry та Norden були використані у нових моделях прицілу Norden. Приціли Норден були встановлені майже на всі американські висотні бомбардувальники, найбільш відомим літаком B-17 Flying Fortress. Під час цих тестувань приціли показали надзвичайну точність. На практиці бойові умови сильно впливали на точність, до такого ступеню, що від точного бомбардування за допомогою прицілу Нордена відмовилися.
Хоча США вклали багато зусиль у розробку тахометричних прицілів, вони також вивчали і інші варіанти. У Великій Британії працювали над автоматичним бомбовим прицілом (АБП)  з середини 1930-х для заміни прицілу CSBS. Проте, АБП не мав ні стабілізатора прицільної системи, ні системи автопілота як у системі Нордена. Під час випробувань АБП показав себе складним у використанні. Він потребував тривалого перебування літака на бойовому курсі, щоб комп'ютер міг вирахувати точку наведення. Коли бомбардувальне командування Королівських ВПС почало скаржитися на надто тривалий захід на ціль при використанні прицілу CSBS, тому роботи на АБП було згорнуто. Для своїх потреб вони розробили новий векторний приціл, Mk. XIV. Mk. XIV представляв собою стабілізовану платформу та комп'ютер наведення, але принцип роботи був схожий на CSBS — бомбардир повинен був встановлювати комп'ютер для переведення системи прицілювання на вірний кут, але приціл не відслідковував ціль або намагався коригувати курс літака. Перевагою цієї системи, що вона працювала швидше і міг використовуватися навіть при маневруванні літака, для скидання бомб потрібно лише щоб кілька секунд літак летів по прямій. Через нестачу виробничих потужностей Sperry отримали замовлення на виробництво Mk. XIV у США, під назвою Sperry T-1.
Пізніше британці та німці представили приціли схожі на приціли Нордена. Німецький приціл частково базувався на інформації про приціл Нордена яку вони отримали від шпигунів, Люфтваффе розробили власний приціл під назвою Lotfernrohr 7. Базовий механізм був практично схожий на приціл Норден, але менший. У деяких випадках Lotfernrohr 7 можна було встановлювати на літаки з одним пілотом, наприклад Arado Ar 234, перший в світі реактивний бомбардувальник. Пізніше Королівські ВПС мали потребу у висотному бомбардуванні і розробили стабілізовану версію АБП, ручної роботи стабілізований автоматичний бомбовий приціл (САБП). Їх випустили у такій малій кількості, що єдиними хто їх використовував була знаменита 617-та ескадрилья Королівських ВПС, «Руйнівники плотин».
Усі ці конструкції отримали загальну назву тахометричні приціли. «Тахометричний», тобто відносився до механізмів синхронізації, які підраховували обертання гвинта або шестерні, яка працювала з певною швидкістю.

## Радарне бомбардування та інтегровані системи

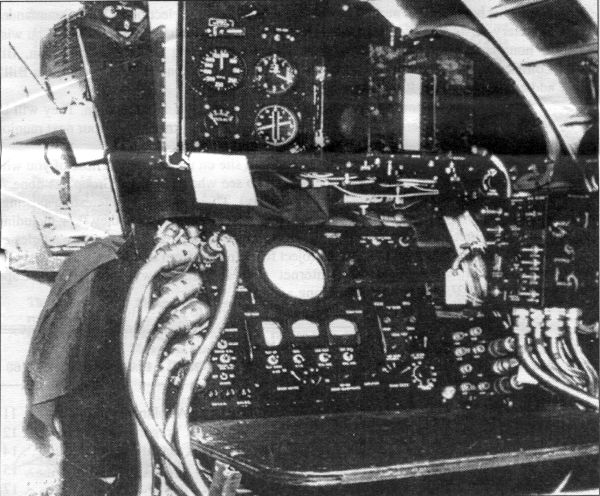
AN/APS-15 радарна бомбардувальна система, американська версія британської H2S.

У передвоєнний період було проведено тривалу дискусію щодо відносних переваг бомбардування вдень та ночі. Вночі бомбардувальник візуально невидимий (до появи радарів), але і пошук цілі був проблемою. На практиці, можна було успішно атакувати лише великі цілі, так як міста. Удень бомбардувальник може використовувати приціл для атаки цілі, але він піддавався загрозі атак з боку винищувачів та зенітної артилерії.
На початку 1930-х у дискусії перемогли прихильники нічних бомбардувань і тому Королівські ВПС та Люфтваффе почали будівництво великих флотів літаків які призначалися для нічних завдань. Згідно з висловом «бомбардувальники завжди прорвуться», ці сили були стратегічними по своїй природі, в значній мірі стримуючи вплив на власні бомбардувальники інших сил. Проте нові двигуни, які з'явилися у середині 1930-х років, призвели до створення набагато більших бомбардувальників, які могли мати кращі оборонні засоби, а їх більші експлуатаційні висоти та швидкість робили їх краще захищеними від вогню з землі. Політика знову змінилася, але тепер на користь бомбардувань удень проти військових цілей та заводів, відмовившись від того, що вважалося боягузливою і пораженською політикою нічних бомбардувань.
Не дивлячись на ці зміни, Люфтваффе продовжили докладати зусилля для вирішення проблем точної навігації у ночі. Це призвело до так званої Битви променів на початку війни. З початку 1942 Королівські ВПС почали використовувати схожі системи власної розробки і з цього часу, системи радіо навігації збільшили точність бомбардування за будь-якої погоди і будь-яких бойових умов. Система Oboe, вперше використана на початку 1943, давала реальну точність на відстані 35 метрів, ніж будь-який оптичний приціл. Представлення британського радара H2S покращило бомбардування, що дозволяло робити прямі атаки цілі без потреби у дистанційних радіопередавачах, які мали обмежений візуальний діапазон. На 1943 ці технології широко поширилися у Королівських ВПС та ВПС США, що призвело до появи H2X, а потім серії покращених версій таких як AN/APQ-13 та AN/APQ-7,які встановлювали на Boeing B-29 Superfortress.
Ці ранні системи працювали незалежно від будь-яких існуючих оптичних прицілів, але це зумовило проблему необхідності окремо обчислювати траєкторію бомби. У випадку Oboe, ці розрахунки проводилися до вильоту на землі. Але через широке використання денного візуального бомбардування, перероблення та адаптація були зроблені швидко для повторення радарного сигналу на існуючих прицілах, що дозволяло прицільному рахувальному приладу вирішувати проблеми радарного бомбардування. Наприклад, AN/APA-47 використовували для об'єднання виходу з AN/APQ-7 з Норденом, що дозволяло бомбардиру легко перевіряти обидва зображення для порівняння точки наведення.
Аналіз результатів бомбардувальної атаки, здійснений за допомогою радіонавігаційних або радіолокаційних методів, показав, що точність була практично однаковою для обох систем — нічні атаки з прицілом Oboe дозволяли вражати цілі, які Норден міг вражати вдень. За винятком оперативних міркувань — обмежена розподільча здатність радара та обмежений діапазон навігаційних систем — необхідність візуальних бомбових ударів швидко зникла. Конструкція кінця війни, такі як Boeing B-47 Stratojet та English Electric Canberra зберегли свої оптичні системи, але вони були допоміжними до радара та радіолокаційних систем. У випадку з Канберрою, оптичні системи були встановлені лише через брак радарних систем.

## Повоєнні розробки
Роль стратегічних бомбардувальників розвивалася і тому були потрібні більш висотні, більш швидкісні літаки з великим радіусом дії для більш потужного озброєння. Хоча тахометричні приціли і забезпечували більшість функцій для точного бомбардування, вони були складні, повільні та обмежені у прямому польоті та рівні для атаки. У 1946 Sармійські ВПС США дали запит групі наукових радників армійської авіації вивчити проблему бомбардування з реактивних літаків які скоро збиралися прийняти на озброєння. Вони з'ясували, що на швидкості у 1000 вузлів, оптичні системи не потрібні — видима відстань до цілі буде меншою ніж відстань на які бомби будуть скинуті при високій швидкості та на великій висоті.
На бойових відстанях у тисячі миль, радіонавігаційні системи не можуть надати потрібні відстань і точність. Це вимагало радарні бомбові системи, але продуктивність існуючих систем була не задовільною. На стратосферних висотах та довгих «прицілювальних» відстанях радарна антена повинна бути дуже довгою для забезпечення потрібної розподільчої здатності, однак це призвело до появи невеликої антени щоб зменшити опір повітря. Також зазначалося, що багато цілей не будуть з'являтися безпосередньо на радарі, тому приціл потрібно скидати у точках які відносяться до деяких орієнтирів, які з'явилися, так звані «знесені точки націлювання». І нарешті, група зазначила, що багато функцій у такій системі будуть перекривати окремі інструменти, наприклад, такі як навігаційні системи. Вони запропонували єдину систему, яка надавала б картографування, навігацію, автопілот і наведення на ціль, тим самим зменшивши складність і особливо необхідний простір. Така машина вперше виникла у вигляді AN/APQ-24, а пізніше «K-System», AN/APA-59.
Протягом 1950-х та 1960-х, подібні радарні системи стали загальними, а точність систем обмежувалася потребою у підтримці атак ядерною зброєюs — коли кругове ймовірне відхилення у 915 вважалося задовільним. Коли бойовий радіус збільшився у тисячі миль, бомбардувальники почали використовувати інерціальне наведення та зоряні датчики для точної навігації на великій відстані від землі. Ці системи швидко довели точність та швидко стали настільки точними, що скидання бомб можна було провести без потреби виокремлення прицілу. Тому точність у 457 м для B-70 Valkyrie була задовільною, оскільки цей літак зовсім не мав звичайних прицілів.

## Сучасні системи
Під час Холодної війни перевагу надавали ядерній зброї, а тому точність була потрібна мінімальна. Розробка тактичних бомбардувальних систем, особливо атака цілей звичайною зброєю для чого призначався приціл Норден, серйозно не розглядалися. Таким чином коли США вступили у війну у В'єтнам, їм довелося обрати для бомбардувань Douglas A-26 Invader оснащений прицілом Норден. Таке рішення було недоцільним.
У той же час зростаюча потужність нових реактивних двигунів  призвела до того, що бомбове навантаження винищувачів дорівнювало навантаженню важких бомбардувальників перших поколінь. Це спричинило попит на нове покоління значно покращених прицілів, які можна використовувати на літаках з одним членом екіпажу і використовувати тактику винищувачів, при високорівневих, низькорівневих, пікірувальних або важких маневруваннях. Також було розроблено спеціальну можливість скидання бомб таким чином щоб власний літак уникнув ураження від власної ядерної зброї, що потребувало середньої точності, але іншої траєкторії ніж початкова тому був потрібен спеціальний приціл.
З покращенням електроніки, ці системи змогли об'єднатись разом, а потім в кінцевому підсумку з системами наведення іншої зброї. Вони можуть контролюватися напряму пілотом і передавати інформацію через лобовий дисплей або багатофункціональний дисплей на панелі приладів. Визначення бомбовий приціл стає нечітким через появу «розумних» бомб з наведенням у польоті, наприклад бомби з лазерним наведенням або з наведенням за GPS, заміняють «тупі» бомби вільного падіння.